# Dreckiges Paradies
Die Höhle Dreckiges Paradies liegt in der Gemeinde Muotathal im Kanton Schwyz in der Schweiz. 
Die Erstbegehung erfolgte am 6. November 1986 durch die Höhlen-Gruppe Muotathal (HGM). Ende 1995 war die Höhle auf einer Länge von 5110 Metern und einer Höhenausdehnung von 274 Metern erforscht. 2012 wurde festgestellt, dass das Lauiloch mit diesem Höhlensystem verbunden ist.